# Dolichurus foroforo
Dolichurus foroforo är en  stekelart som beskrevs av Ohl, Fritz och Neumann 2004. Dolichurus foroforo ingår i släktet Dolichurus och familjen Ampulicidae. Inga underarter finns listade i Catalogue of Life.